# Иван Косовел
Иван Косовел (Село, код Ајдовшчине, 19. јун 1912 — Вртовин, код Ајдовшчине, 7. март 1943) био је учесник Народноослободилачке борбе и народни херој Југославије.

## Биографија
Родио се 19. јуна 1912. године у Селу, код Чрнича, у близини Ајдовшчине. У време његовог рођења, овај крај налазио се у саставу Аустроугарске, а након Првог светског рата је припао Краљевини Италији. Потицао је из сиромашне сељачке породице, а након завршене основне школе учио је зидарски занат. Године 1929, као седамнаестогодишњи младић, пребегао је у Југославију, где се запослио у Љубљани.
Као млади радник, приступио је револуционарном радничком покрету и постао члан синдиката. Због учешћа у штрајковима, његова запослења су обично кратко трајала, па је од 1932. до 1936. радио као сезонски радник у Цетињу, Подгорици, Никшићу и Славонском Броду. Током сезонског рада, стално је одржавао везе са друговим из Љубљане од којих је добијао разноврсну литературу. Године 1936. је у Љубљани примљен у чланство Комунистичке партије Југославије (КПЈ).
Током 1936. живео је у Славонском Броду, где се повезао са месном организацијом илегалне Комунистичке партије. У селу Оприсавци је организовао партијски рад, водио је састанке и окупљао раднике, због чега је био ухапшен и прогнат из Славонског Брода. Потом је поново отишао на Цетиње, где је због успешног рада у синдикату био изабран за председника градских синдиката. Тада је радио на градњи пута Морача—Колашин, где је организовао велики штрајк минера и грађевинара у Морачи. Пред сам почетак штрајка ухапшен је и протеран из Цетиња.
Након протеривања са Цетиња, прешао је у Подгорицу, где је живео у илегали. Овде је радио за прикупљање добровољаца за Шпански грађански рат. Како је и сам хтео да оде у Шпанију, да се бори против фашизма, отишао је у Сплит, али је тамо ухапшен. Након изласка из затвора, у другој половини 1937. запослио се у Дубровнику, где се активно укључио у партијску организацију и синдикални покрет. Године 1938. поново је ухапшен и тада је донета одлука о његовом протеривању из Краљевине Југославије. На граници су га ухапсили мађарски војници, који су га предали Аустријанцима, а они потом Југословенима, па се на крају нашао у љубљанском затвору.
Због немогућности да га протерају у Италију, југословенске власти су одлучиле да га протерају у Албанију, која се тада налазила под италијанском окупацијом. Како би избегао протеривање у Албанију, у договору са партијском организацијом, вратио се 1939. у свој родни крај код Горице. Након повратка, био је позван на одслужење војног рока у италијанској војсци, који је служио у Болоњи, Бреши, Козенци и Калабрији. Након окупације Југославије, 1941. са лажним документима се вратио у Југославију и отишао у партизане. Након краћег времена, одлуком партијске организације, вратио се у Горицу са задатком да ради на организовању Народноослободилачког покрета (НОП) међу словеначким становништвом, које је тамо живело.
До априла 1942, активно је радио на организовању политичких кружока и сакупљању антифашистичких Словенаца, који су преко њега одлазили у партизанске одреде у Југославији. Италијанске фашистичке власти су априла 1942. хтеле да га ухапсе, али је успео да им побегне. Тада је прешао на подручје Випаве и Горице, где се ставио на чело теренаца (партизана). У Словеначком приморју је организовао и формирао одборе Ослободилачког фронта, окупљао борце и сараднике, сакупљао храну, одећу, оружје и др. Био је члан Среског одбора Ослободилачког фронта и Среског комитета КП Словеније у Ајдовшчини.
Септембра 1942. италијански фашисти су расписали потерницу за њим, у којој је његова глава била уцењена са 30.000 лира. У његовом родном селу, стално га је чекала заседа од 40 италијанских војника. За то време он се у униформи италијанског војника, са лажним документима кретао по Приморској и радио на организовању Народноослободилачког покрета. Једном приликом је дошао у карабинијерску станицу у Чрнчу и из ње однео оружје и муницију, а оставио писмо са својим потписом. Тада је у италијанском гарнизону настала велика узбуна и паника.
Почетком 1943. налазио се на дужности секретара Покрајинског комитета КПС за Словеначко приморје. Услед издаје, италијански фашисти су успели да 7. марта 1943. опколе кућу у којој се налазио у селу Вртовин. Како је кућа била опкољена са целом четом непријатељских војника, бекство је било немогуће извести. Видевши да се налази у безизлазној ситуацији, најпре је уништио партијску архиву, која се налазила код њега, а потом је извршио самоубиство, како не би непријатељу пао жив у руке.
Указом председника ФНР Југославије Јосипа Броза Тита, 27. новембра 1953. године, проглашен је за народног хероја.